# Mesures desesperades
Mesures desesperades (Desperate Measures) és una pel·lícula estatunidenca de Barbet Schroeder estrenada l'any 1998. Ha estat doblada al català

## Argument
El fill de Frank Conner (Andy Garcia) està afectat de leucèmia i el trasplantament és la seva única possibilitat de subsistència. Segons les dades, l'única persona que el pot salvar és un assassí en sèrie anomenat Peter McCabe (Michael Keaton). Quan McCabe s'escapa en el transcurs d'una operació que té per objectiu extreure la seva medul·la òssia per ser trasplantada al fill de Connor, aquest es troba dividit entre el seu interès personal i l'interès col·lectiu, sabent l'important perill que suposa McCabe per a la població.

## Repartiment
- Michael Keaton: Peter McCabe
- Andy Garcia: Frank Conner
- Brian Cox: el capità Jeremiah Cassidy
- Marcia Gay Harden: la doctora Samantha Hawkins
- Erik King: Nate Oliver
- Joseph Cross: Matthew Conner
- Richard Riehle: Ed Fayne

## Acollida
El film ha estat un fracàs comercial, informant aproximadament 18 282 000 $ al box-office mundial, dels quals 13,8 milions a Amèrica del Nord.
Ha rebut una acollida crític desfavorable, recollint un 17 % de crítiques positives, amb una nota mitjana de 4/10 i sobre la base de 30 crítiques recollides, en el lloc Rotten Tomatoes.